# Premi e riconoscimenti delle Haim
Questa è una lista dei premi e dei riconoscimenti ricevuti dalle Haim.

## Brit Awards
- 2014 – Candidatura come International Group[1]
- 2018 – Candidatura come International Group[2]
- 2021 – International Group[3]

## GAFFA Awards (Danimarca)
- 2021 – Candidatura come Best International Band[4] (in attesa)
- 2021 – Candidatura come Best International Album per Women in Music Pt. III[4] (in attesa)
- 2021 – Candidatura come Best International Hit per The Steps[4] (in attesa)

## Grammy Awards
- 2015 – Candidatura come Best New Artist[5]
- 2021 – Candidatura come Best Rock Performance per The Steps[6]
- 2021 – Candidatura come Album of the Year per Women in Music Pt. III[6]
- 2022 – Candidatura come Album of the Year per Evermore[7]

## LOS40 Music Awards
- 2017 – Candidatura come LOS40 Blackjack Artist Award[8]

## MTV Awards
- 2012 – Candidatura come Brand New for 2013[9]

## Music Week Awards
- 2021 – Candidatura come PR Campaign[10]

## NME Awards
- 2013 – Best Twitter per Alana Haim[11]
- 2013 – Candidatura come Best Track per Don't Save Me[11]
- 2013 – Candidatura come Best Video per Don't Save Me[11]
- 2014 – Candidatura come Best Live Band[12]
- 2014 – Best International Band[12]
- 2014 – Candidatura come Best Fan Community[12]
- 2014 – Candidatura come Best Music Video per Falling[12]
- 2014 – Best Band Blog or Twitter per Alana Haim[12]
- 2014 – Candidatura come Hero of the Year per Este Haim[12]
- 2018 – Best International Band[13]
- 2022 – Candidatura come Best Band In The World[14]

## Official Charts Company Specialist Awards (OCC UK)
I premi sono assegnati dalla Official UK Chart ai progetti che raggiungono la prima posizione settimanale in una classifica.
- 2013 – #1 Official Albums Chart per Days Are Gone
- 2013 – #1 Official Physical Albums Chart per Days Are Gone
- 2013 – #1 Official Record Store Chart per Days Are Gone
- 2017 – #1 Official Albums Chart Update per Something To Tell You
- 2020 – #1 Official Albums Chart per Women in Music Pt. III
- 2020 – #1 Official Albums Chart Update per Women in Music Pt. III
- 2020 – #1 Official Albums Sales Chart per Women in Music Pt. III
- 2020 – #1 Official Album Downloads Chart per Women in Music Pt. III
- 2020 – #1 Official Physical Albums Chart per Women in Music Pt. III
- 2020 – #1 Official Vinyl Albums Chart per Women in Music Pt. III

## Rober Awards Music Poll
- 2013 – Candidatura come Best Pop Artist[16]
- 2013 – Candidatura come Best Dance Anthem per Falling (Duke Dumont Remix)[16]
- 2020 – Best Group or Duo[17]
- 2020 – Best Rock Artist[17]

## Sound of...
- 2012 – Sound of 2013[18]

## The Daily Californian Art Awards
- 2020 – Candidatura come Best Pop Album per Women in Music Pt. III[19]

## World Music Awards
- 2014 – Candidatura come Best Band[20]
- 2014 – Candidatura come Best Live Act[20]
- 2014 – Candidatura come Best Album per Days Are Gone[20]
- 2014 – Candidatura come Best Song per The Wire[20]